# Чиндо (острів)
Чиндо́ (кор. 진도, 珍島) — третій по площі після Чеджудо і Коджедо острів в Республіці Корея, разом з групою більш менших островів утворюють повіт Чиндо. Розташований в провінції Чолла-Намдо, на південно-західному краю Корейського півострова. Віддалений від материка протокою Мьонгнянг, через який перекинутий вантовий міст.

## Історія
Острів відомий з доісторичних часів, коли був заселений; в 1001 році він отримав свою теперішню назву. Під час  Монгольського вторгнення в Корею 1231-1270 років служив притулком для повсталих проти династії Корьо . Проте, в 1271 році був захоплений монголами, всі його селища були знищені. Жителі острова, що поверталися після монгольської навали, також страждали від набігів японських вокоу. Протягом XIV століття острів залишався практично незаселеним.
16 вересня 1597 року під час Імджинської війни корейський адмірал Лі Сунсін здобув перемогу в  битві при Мьонгнянг: маючи в розпорядженні 13 пханоксонів і близько 200 воїнів, в протоці Мьонгнянг він завдав поразки японському флоту, який складався із 133 військових суден і 200 кораблів підтримки. Ця перемога стала можливою завдяки вмілому керівництву і хитрості адмірала в поєднанні з відмінним знанням особливостей характеру місцевих морських вод, що відрізняються хвилюванням і частими вирами.
Завдяки віддаленості від материка острів Чиндо повністю зберіг свою самобутню культуру і фольклорне мистецтво, яскравими представниками якого є  пхансорі  - жанр музичного оповідання, виконуваного співаком або співачкою в супроводі барабана;  Канкансулле  - традиційна гра корейських дівчат, що проводиться в період свята врожаю Чхусок, що супроводжується піснями і танцями;  Чиндо Аріран  - народна пісня, популярна серед місцевих жителів і виконується під акомпанемент корейських традиційних інструментів.

## Пам'ятки

### Міст Чиндодегьо
Міст Чиндодегьо через протоку Мьонгнянг, що з'єднує острів з материком, являє собою подвійний міст, що складається з двох мостів-близнюків схожого дизайну. Його будівництво відбувалося в два етапи. Перший міст був пущений в експлуатацію 18 жовтня 1984 року і мав головний проліт довжиною 344 м і два бокових прольоти по 70 м. Загальна довжина склала 484 м, ширина - 11,7 м. На момент відкриття це був найдовший і найвужчий підвісний міст в світі. Двохсотметрова частина під мостом відкрита для навігації суден, що не перевищують 20 метрів.
Збільшений місцевий трафік змусив уряд побудувати в 2005 році другий міст такої ж довжини, але шириною 12,5 м. По першому мосту транспорт рухається у напрямку до острова, по другому - до материкової частини. Підсвічування мостів-близнюків в темний час доби привертає до себе особливу увагу. Парк відпочинку, що знаходиться біля мосту, щорічно відвідують близько 2,6 мільйона корейських і іноземних туристів.

### Корейський Чиндо

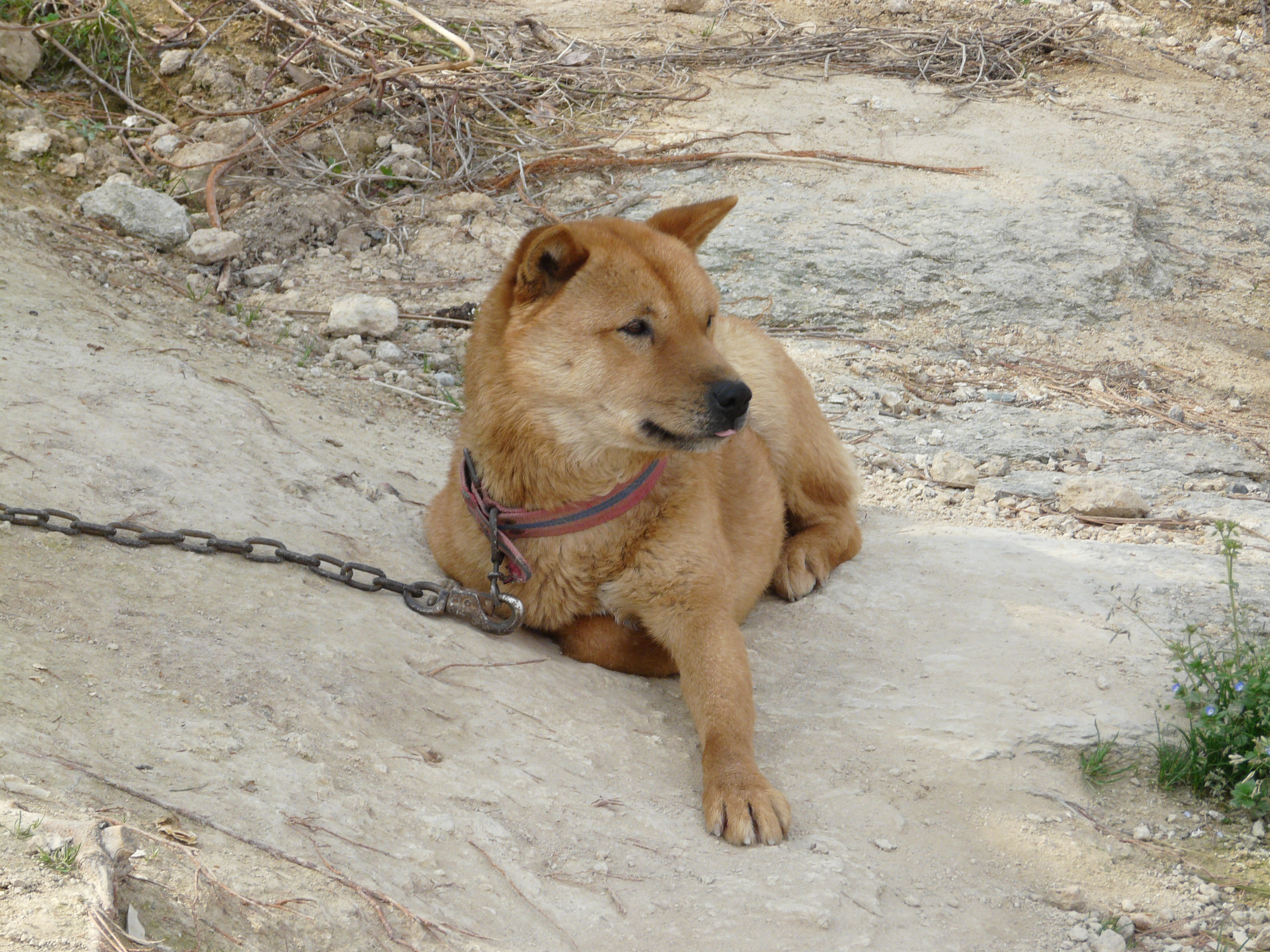

Острів Чиндо є батьківщиною  корейського Чиндо або чиндокке - породи мисливських собак, занесеної до списку національних надбань Кореї під № 53. У 1950-ті роки порода перебувала на межі зникнення; в 1962 році уряд Південної Кореї оголосив її національним надбанням; пізніше був прийнятий закон, що забезпечує її охорону.
У 1995 році порода була визнана Міжнародною кінологічної федерацією на тимчасовій основі, а в 2005 році - на постійній. В 1999 році на острові був створений центр собаководства Чиндокке, що координує професійну селекцію і вивчення корейського чиндо.
Два рази на рік група фахівців під керівництвом ветеринара відвідує населені пункти, в яких розводять цих собак, щоб зробити щеплення і визначити відповідність стандартам. Відповідальному всім вимогам тварині імплантують в шию мікрочип, що містить інформацію про його власників і батьків.
Відомо безліч історій, які говорять про високу відданості собак цієї породи. Так, одна собака чиндокке була продана новому господареві, що живе в місті Теджоні, але незабаром втекла і, подолавши відстань у 300 км, повернулася додому.

### "Мойсеєве чудо"

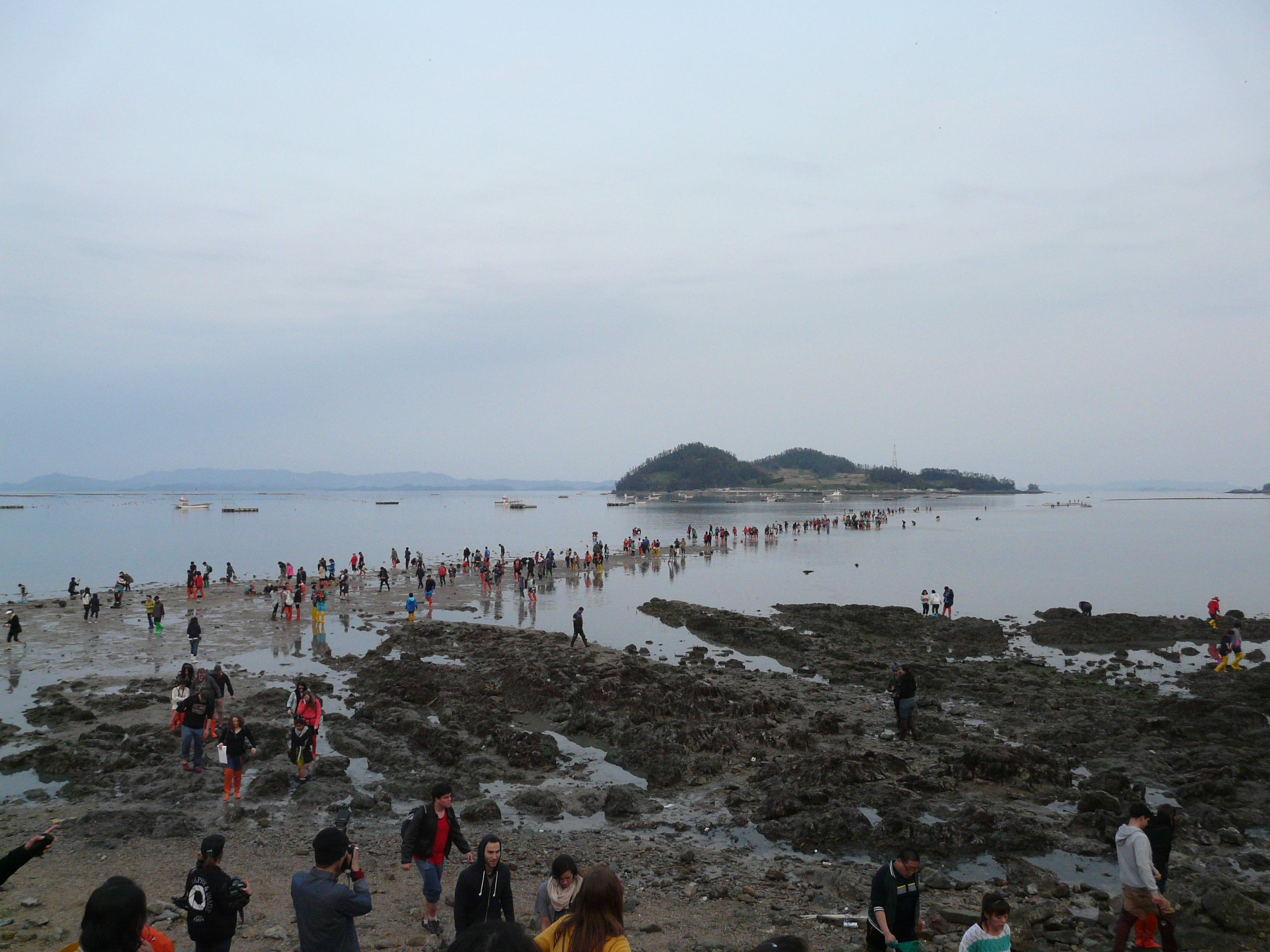

Двічі на рік біля острова Чиндо відбувається унікальне природне явище, що нагадує біблійну історію, коли Червоне море розступилося перед  Мойсеєм. Між островами Чиндо та Модо розступається морська вода і на годину відкривається дорога по морському дну шириною від 20 до 40 метрів і довжиною 2,8 км, що з'єднує ці острови. Причиною появи вузької смужки суші є особливо потужні  припливно-відпливні течії, що виникають в результаті того, що Місяць, Сонце і Земля розташовуються в одну лінію та посилюють силу тяжіння один одного. Сизигійний приплив викликає дзеркальної сили відлив, в результаті чого відкривається підводний піщаний міст між островами.
Згідно з легендою, в давнину жили на острові Чиндо тигри, які змусили місцевих жителів перебратися на найближчий острів Модо. Однак під час переїзду вони забули в селі одну стареньку бабусю Ппонг. Бабуся залишилася на самоті, і стала благати Морського Дракона, щоб він допоміг їй з'єднатися з сім'єю. Дракон з'явився їй у сні і наказав прийти на берег моря. Воно розступилося і жінка рушила в дорогу, але, втративши сили, впала. Тоді сім'я перетнула море з іншого боку і забрала її. Перед смертю бабуся подякувала Драконові за те, що він з'єднав її з близькими. З тих пір на острові Чиндо люди щорічно проводять церемонію в пам'ять про бабусю і про чудо, яке створив Дракон. Статуя жінки, що молиться, і тигра на узбережжі острова Чиндо служить нагадуванням про цю легенду.
На честь цієї події місцевою владою організовується фестиваль “Морський шлях Чиндо”. Концерти, вистави, корейський традиційний хоровод, традиційні пісні фермерів, шоу з участю собаки Чиндо та різні заходи проводяться для іноземних та корейських туристів, що приїхали подивитися на це явище.

### Майстерня Уллімсанбан
На острові, в західному регіоні гір Чхомчхальсан, неподалік від буддійського храму «двох долин» Ссагеса, знаходиться художня майстерня Уллімсанбан, в якій в останні роки життя жив і творив представник південної школи китайського пейзажного живопису Намчжонхва - корейський художник Хо Рен (1808-1893). Після смерті свого вчителя він залишив столицю, де малював картини королівських покоїв, повернувся на батьківщину і облаштував майстерню. Зрослу популярність вона отримала після того, як стала місцем зйомок кінофільму «Прихований скандал» (2003), в якому взяли участь актори Чон До Йон і Пе Ен Чжун.

### Оглядовий майданчик
На західному узбережжі острова Чиндо знаходиться оглядовий майданчик Себаннакчо. З нього відкривається вид морського архіпелагу Тадохе, який особливо змінюється під заходу сонця, за що майданчик отримав свою назву Себаннакчо, «накчо» в перекладі з корейської мови означає «промені сонця, що заходить».